# Åskfront

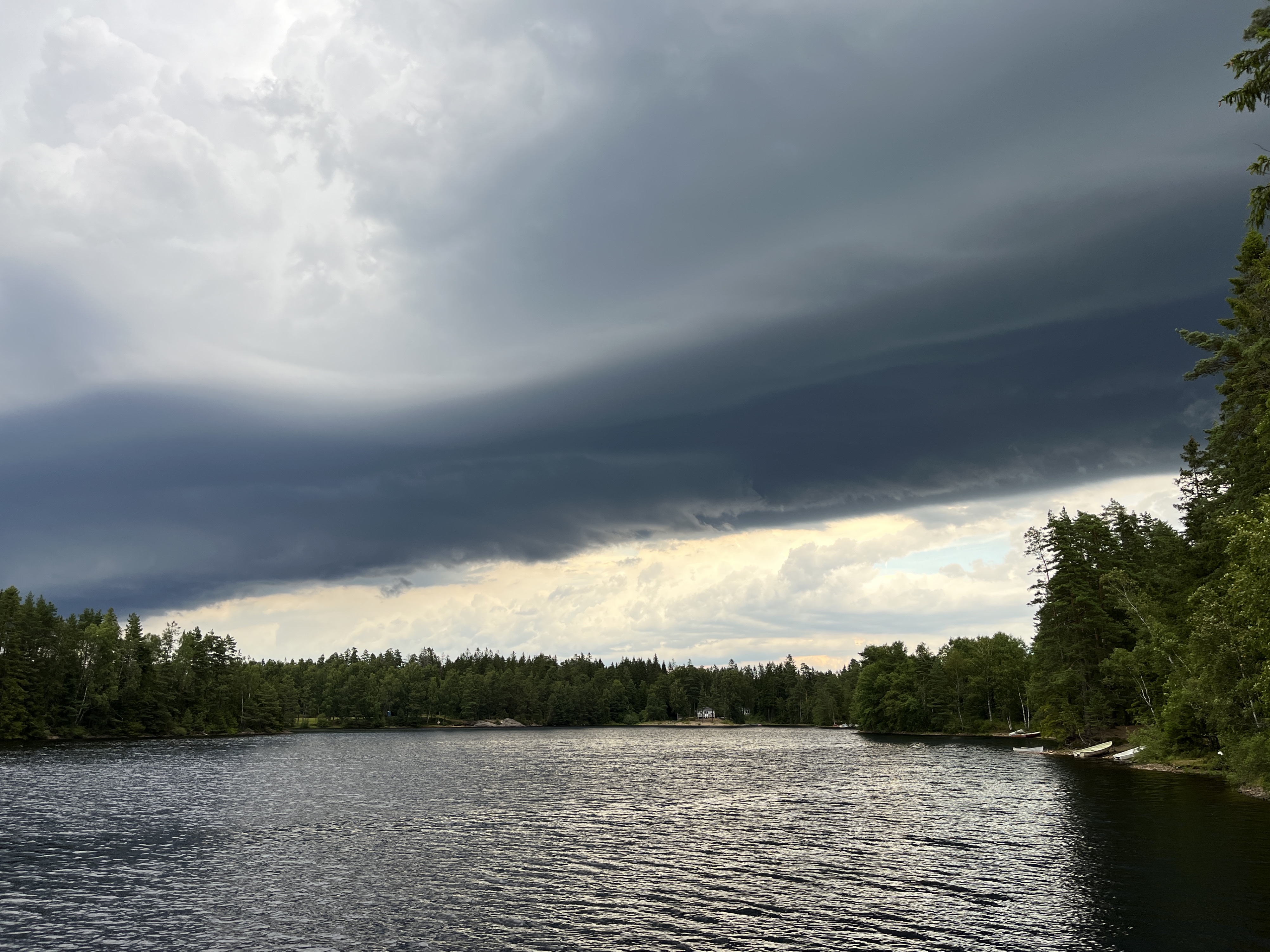
Exempel på en åskfront som passerar i nordöstlig riktning över Storsjön i Viskafors.

Åskfront är ett gränsskikt mellan luftmassor som gynnar uppkomsten av åska . Ett exempel är när en kallfront tränger undan varm luft, som därmed trycks uppåt med följd att åska utlöses längs fronten, som kan upplevas som en mur av blåsvarta moln.
En kraftig åskfront kan utlösa en tromb.